# Binnenband

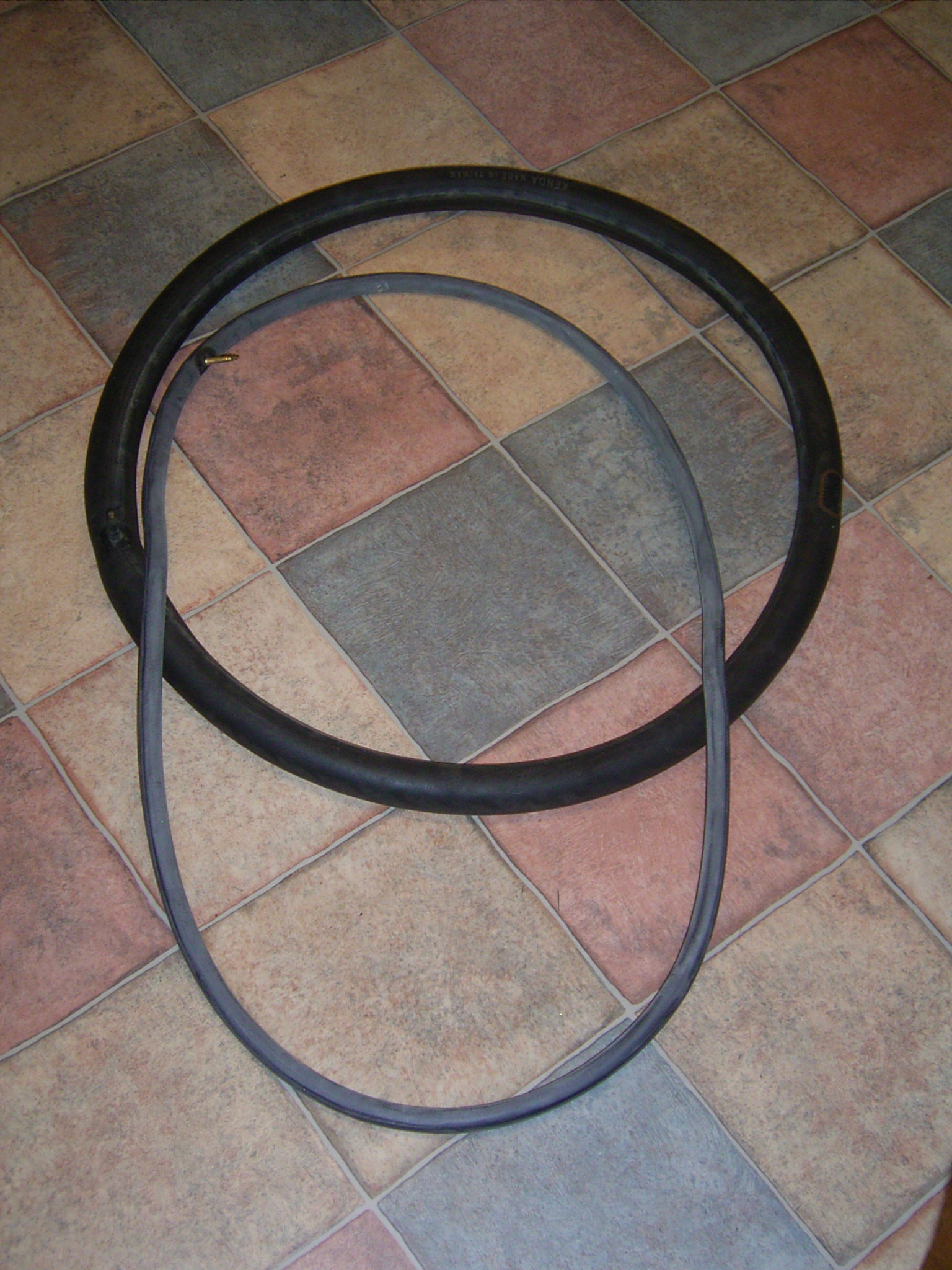
Binnenbanden

Met een binnenband wordt een band voor een vervoermiddel zoals een fiets of auto bedoeld; de binnenband legt men in de buitenband, waarna men deze kan opblazen met een pomp. De band wordt over het algemeen van synthetisch rubber gemaakt (genaamd butyl), hoewel er ook duurdere soorten van latex (natuurrubber) worden gemaakt.

## Aanduiding
Binnenbanden worden doorgaans met een nummersysteem aangeduid, bijvoorbeeld bij een band voor een mountainbike met:
| 57-559 SV 36 mm |

Dit staat voor:
| 57 mm bandendikte = 2,25 inch (brede band) 559 mm velg, dit komt traditioneel voor mountainbikes overeen met een buitenbanddiameter van 26 inch SV = standaardventiel = prestaventiel AV = autoventiel = schraderventiel DL = dunlopventiel 36 mm = ventiellengte (normale lengte) |